# ميكي والش (كاتب)
ميكي والش (بالإنجليزية: Mikey Walsh)‏ كاتب بريطاني وناشط حقوقي في مجتمع الميم ، اشتهر بكتبه حول سيرته الذاتية.

## السيرة الشخصية
نشأ والش ليكون مقاتلا مختصا في الملاكمة عارية الأيادي في مجتمع الغجر الروماني ببريطانيا. إلا أنه وبسبب هويته الجندرية كمثلي الجني، أُجبر على ترك عائلته ومحيطه اللذان رفضاه في عام 1996.
يعاني ميكي والش من اضطراب القلق الاجتماعي الذي يتجنب جراءه الظهور العام والمقابلات الإعلامية.  كانت آخر مقابلة علنية له في عام 2011 من أجل اختيار راديو بي بي سي 4  مع مايكل بويرك ، حيث تحدث عن حياته وما الذي دفعه إلى ترك ثقافته.
في 2014 و 2015 ، تمت إضافة والش إلى قائمة مجلة ذي إندبندنت لأكثر المثليين البريطانيين تأثيرا.

## كتب
- الصبي الغجري[6] الجزء الأول من سيرته الذاتية الأولى.[7]
- الصبي الغجري الجزء الثاني 2011 [8] [9]

تم قراءة النسخ السمعية لكل من الكتابين من قبل والش نفسه ونشرتهما Audible.com.
يتم حاليا إنتاج فيلم مبني على الكتاب الأول لوالش  من قبل شركة بوند وبواري مع اقتباس للسيناريو علي يد من جيمس غراهام. من المقرر أن يخرج Morgan Matthews الفيلم، وسيلعب دور والد والش بنديكت كومبرباتش.